# برج سوترو
برج سوترو سازه‌ای فلزی به ارتفاع بیش از ۲۹۰ متر است که در سال ۱۹۷۳ بر تپه‌ای در جنوب غربی سان فرانسیسکو بنا شده‌است. کاربرد اولیه آن در تأمین آنتن‌های فرستنده ایستگاه‌های رادیویی و تلویزیونی بوده‌است و اکنون آنتن‌های دیگری برای شبکه تلفن همراه بر آن نصب شده‌است.